# LG V40 ThinQ
Le LG V40 ThinQ est un smartphone fabriqué et commercialisé par la marque sud-coréenne LG en 2018, le deuxième avec le LG G7 ThinQ. Il représente le haut de gamme de LG, fait suite au LG V30 et précède le LG V50 ThinQ.
Il possède un triple capteur photo à l'arrière, et deux à l'avant.